# Kwamouth

Kwamouth är en ort i provinsen Mai-Ndombe i Kongo-Kinshasa, huvudort i territoriet med samma namn. Den ligger på floden Kwas södra strand där den rinner ut i Kongofloden.

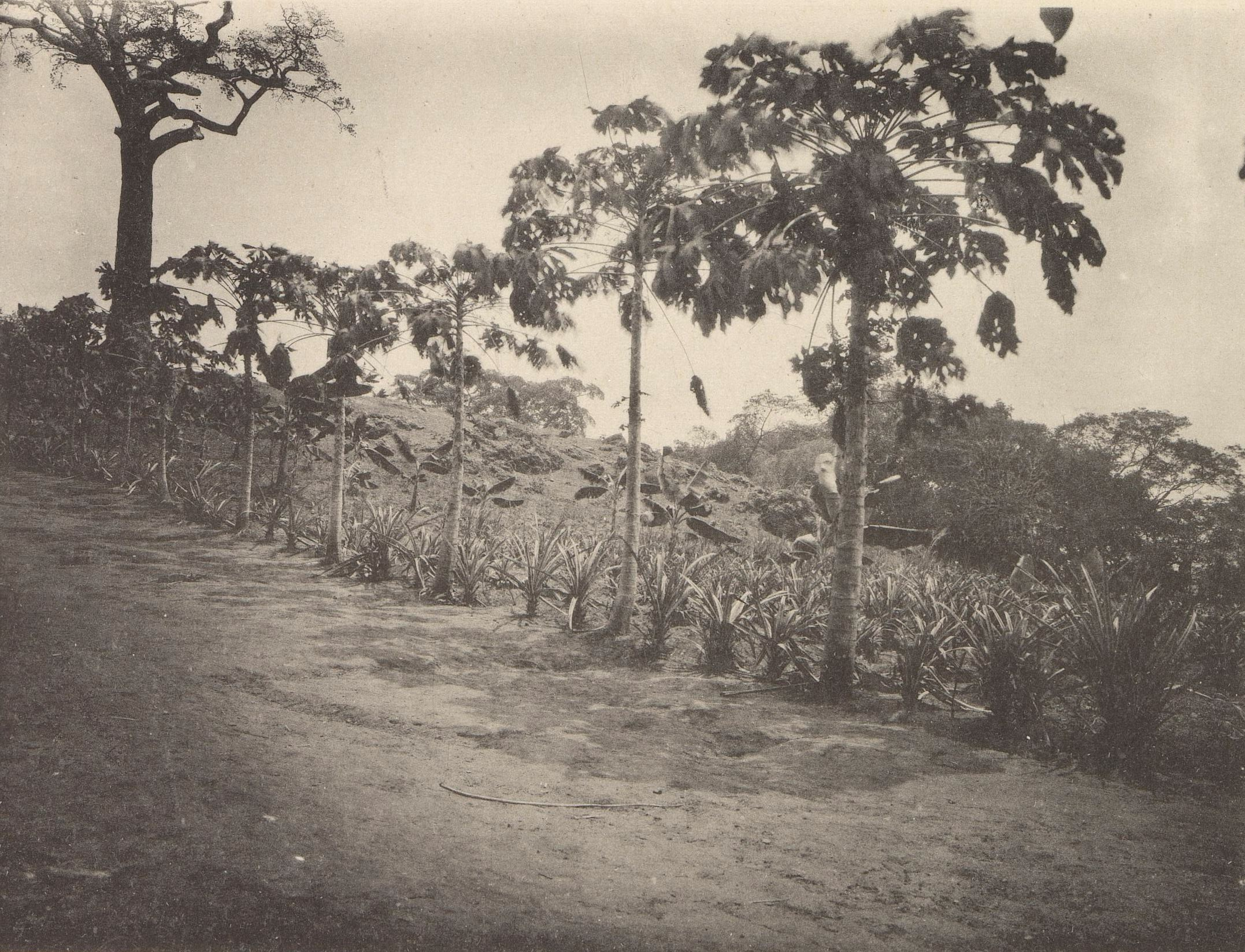
Kwamouth